# تادئوس استیونس
تادئوس استیونس (انگلیسی: Thaddeus Stevens; ۴ آوریل ۱۷۹۲ – ۱۱ اوت ۱۸۶۸) سیاست‌مدار اهل ایالات متحده آمریکا بود. وی عضو مجلس نمایندگان ایالات متحده از پنسیلوانیا و یکی از رهبران جناح رادیکال حزب جمهوریخواه در دهه ۱۸۶۰ بود. استیونس، در دوران بازسازی ایالات متحده آمریکا بعنوان یکی از مخالفان اندرو جانسون رئیس‌جمهور وقت آمریکا مخالف شدید برده داری و تبعیض علیه آمریکایی‌های آفریقایی-آمریکایی‌ها بود. به عنوان رئیس کمیته راه و روش‌های مجلس نمایندگان در جنگ داخلی آمریکا نقش مهمی ایفا کرد، او نقش عمده ای در دفاع از اتحاد و تأمین بودجه جنگ از طریق مالیات و قرض گرفتن، قدرت برده داران را برای پایان دادن به برده داری و حقوق برابر برای برده‌های آزاد شده را هدف قرار داد.

## زندگی
استیونس در روستای ورمونت متولد شد و در فقر زندگی می‌کرد. یک پایش پاچنبری بود و در تمام طول عمرش با همین وضع زندگی کرد. بعنوان یک مرد جوان به پنسیلوانیا سفر کرد و بسیار زود در گتیزبرگ، پنسیلوانیا به یک وکیل موفق تبدیل شد. وی سپس بعنوان عضو خانه نمایندگان پنسیلوانیا انتخاب شد.

## اندیشه‌ها
استیونس عقیده داشت کرد که برده داری نباید بعد از جنگ باقی بماند؛ او از پایین بودن سرعت عمل پرزیدنت آبراهام لینکلن در حمایت از مواضع خود ناامید بود. او قوانین مالی دولت را از طریق کمیته درآمد و بودجه هدایت کرد. همان‌طور که جنگ به سوی پیروزی شمال پیشرفت کرد، استیونس این عقیده را پیدا کرد که نه تنها برده داری باید لغو شود، بلکه با مصادره کردن زمین‌های ملاکان و تقسیم آن میان برده‌های آزاد شده، آفریقایی – آمریکایی‌ها باید در آینده جنوب آمریکا نقش داشته باشند. ایده‌های او برای جمهوری خواهان بسیار سنگین بود و تصویب نشد.